# Kerstin Pohl
Kerstin Pohl (* 1967 in Bochum) ist eine deutsche Politikdidaktikerin. Sie ist Universitätsprofessorin im Bereich „Didaktik der politischen Bildung“ am Institut für Politikwissenschaft der Johannes Gutenberg-Universität Mainz.

## Biographie
Kerstin Pohl studierte Politikwissenschaft und Biologie für das Lehramt an Gymnasien an der Freien Universität Berlin. Nach ihrem ersten Staatsexamen war sie von 1998 bis 2004 wissenschaftliche Mitarbeiterin und von 2010 bis 2011 Lehrkraft für besondere Aufgaben im Bereich Sozialkunde/Didaktik der Politik am Otto-Suhr-Institut für Politikwissenschaft der FU Berlin. Nach dem Abschluss ihres Referendariats war sie bis 2010 als Lehrerin in Berlin tätig. 2011 wurde sie mit einer Arbeit zum Thema „Gesellschaftstheorie in der Politikdidaktik. Die Theorierezeption bei Hermann Giesecke“ am Otto-Suhr-Institut für Politikwissenschaft promoviert. Für diese Arbeit wurde Kerstin Pohl mit dem Ursula Buch-Preis ausgezeichnet (Dissertationspreis der Gesellschaft für Politikdidaktik und politische Jugend- und Erwachsenenbildung).
Im Wintersemester 2011/2012 vertrat Kerstin Pohl die Professur für die Didaktik der politischen Bildung an der Leibniz Universität Hannover und von Februar bis August 2012 war sie wissenschaftliche Mitarbeiterin am Georg-Eckert-Institut, Leibniz-Institut für internationale Schulbuchforschung in Braunschweig. Seit September 2012 ist sie Professorin für Didaktik der politischen Bildung am Institut für Politikwissenschaft an der Johannes Gutenberg-Universität Mainz.
Kerstin Pohl ist Mitglied im Sprecherkreis der Gesellschaft für Politikdidaktik und politische Jugend- und Erwachsenenbildung (GPJE) und Mitglied in der Deutschen Vereinigung für Politische Wissenschaft (DVPW) sowie Beisitzerin im Landesvorstand des Landesverbandes Rheinland-Pfalz der Deutschen Vereinigung für Politische Bildung (DVPB).

## Forschungsschwerpunkte
- Gesellschaftstheoretische, demokratietheoretische und politikwissenschaftliche Grundlagen der politischen Bildung
- Konzeptionen der politischen Bildung
- Bildung für nachhaltige Entwicklung
- Unterrichtsplanung und -Analyse

## Schriften (Auswahl)
- (Hrsg.) 2016: Positionen der politischen Bildung 2. Interviews zur Politikdidaktik, vollständig überarbeitete Neuausgabe, Schwalbach/Ts.: Wochenschau Verlag.
- 2014: Gesellschaftstheorie in der Politikdidaktik. Die Theorierezeption bei Hermann Giesecke, 2., korr. Aufl., Schwalbach/Ts.: Wochenschau Verlag.
- mit Soldner, Markus, 2008: Die Talkshow im Politikunterricht. Direkte Demokratie, Methoden + Materialien + Arbeitsvorschläge, Schwalbach/Ts.: Wochenschau Verlag.